# Aleja 1000-lecia Państwa Polskiego w Białymstoku
Aleja 1000-lecia Państwa Polskiego (także Aleja Tysiąclecia Państwa Polskiego) – ulica Białegostoku znajdująca się na osiedlach Białostoczek, Zawady i Jaroszówka. Biegnie od północnej granicy miasta do ulicy Jurowieckiej. Jest częścią drogi krajowej nr 8 i drogi krajowej nr 19.
Odcinek ulicy od ronda Krzysztofa J. Putry do ronda św. Faustyny Kowalskiej stanowi drogę wojewódzką nr 675.

## Historia
W połowie lat 60. wybudowano drogę łączącą Białystok z Korycinem. Jej część znajdującą się w granicach Białegostoku nazwano w 1966 roku Aleją 1000-lecia Państwa Polskiego. Nazwa pochodzi od toczących się wówczas państwowych obchodów tysiąclecia polskiej suwerenności państwowej i kultury polskiej. Od lat 70. droga ta jest częścią różnych dróg państwowych i krajowych.  

## Otoczenie
W pobliżu alei znajdują obiekty takie jak:
- Zespół Szkół Elektrycznych im. prof. Janusza Groszkowskiego
- Galeria M
- Sanktuarium Miłosierdzia Bożego
- plac bł. ks. Michała Sopoćki
- Stacje paliw Orlen, Circle K i Shell
- Podlaski Urząd Celno-Skarbowy
- Wodociągi Białostockie - Dział Produkcji Wody Jurowce
- Białostockie Zakłady Graficzne